# Bors (Canton de Charente-Sud)
Bors (Canton de Charente-Sud) ist eine westfranzösische Gemeinde mit 118 Einwohnern (Stand: 1. Januar 2022) im Département Charente in der Region Nouvelle-Aquitaine (vor 2016 Poitou-Charentes). Sie gehört zum Arrondissement Cognac und zum Kanton Charente-Sud.

## Lage
Bors liegt etwa 45 Kilometer südwestlich von Angoulême. Umgeben wird Bors von den Nachbargemeinden Baignes-Sainte-Radegonde im Nordwesten und Norden, Touvérac im Norden, Boisbreteau im Osten, Chevanceaux im Süden sowie Chantillac im Westen. 

## Bevölkerungsentwicklung
| Jahr                       | 1962 | 1968 | 1975 | 1982 | 1990 | 1999 | 2006 | 2019 |
| Einwohner                  | 179  | 177  | 161  | 149  | 167  | 148  | 125  | 119  |
| Quellen: Cassini und INSEE |      |      |      |      |      |      |      |      |

## Sehenswürdigkeiten
- Kirche Sainte-Madeleine aus dem 12. Jahrhundert, Monument historique seit 1994

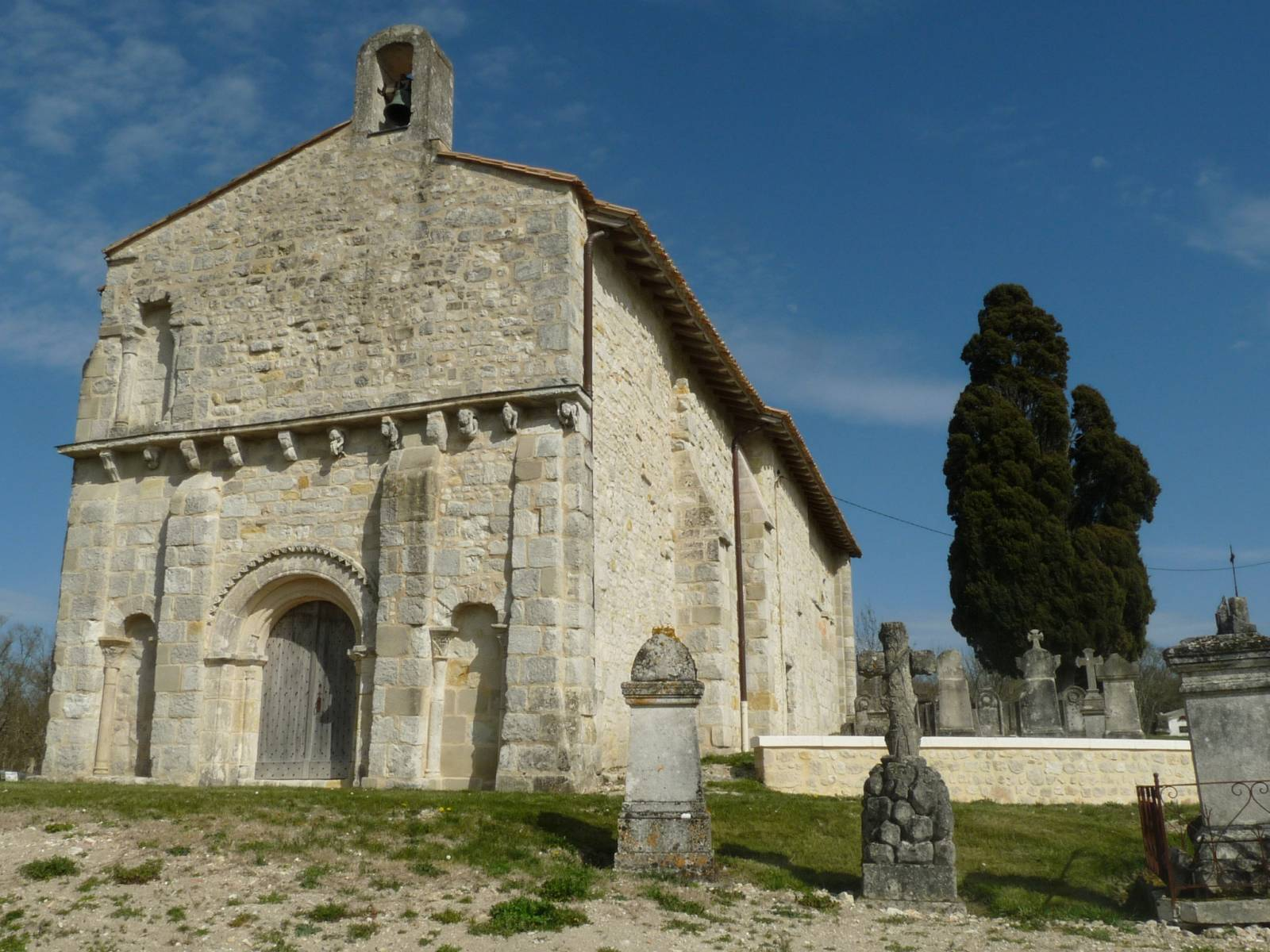
Kirche Sainte-Madeleine